# 東桂村
東桂村（ひがしかつらむら）は、山梨県南都留郡にあった村。現在の都留市南西部にあたる。

## 地理
御坂山地と道志山塊に挟まれた地域である。御正体山、石割山、杓子山（鹿留山）が大きく囲んだ谷が鹿留川の流域となって水を集め下り、蒼竜峡の上で桂川と合流する。
- 山：杓子山、石割山、御正体山
- 河川：桂川、鹿留川、柄杓流川

## 歴史
- 1893年（明治26年）6月3日 - 桂村が分割され、大字十日市場・夏狩・鹿留・境の区域をもって発足。
- 1954年（昭和29年）4月29日 - 谷村町・宝村・盛里村・禾生村と合併して都留市が発足。同日東桂村廃止。

## 交通

### 鉄道路線
- 富士山麓電気鉄道
  - 大月線
    - 十日市場駅 - 東桂駅

### 道路
- 国道139号
- 山梨県営林道鹿留線

現在は旧村域を中央自動車道が通過するが、当時は未開通。